# Stanislas Dombeck
Stanislas Dombeck (Crisenoy, 26 de septiembre de 1931 - ibídem, 18 de septiembre de 2013) fue un entrenador y jugador de fútbol profesional francés que jugaba en la demarcación de centrocampista.

## Trayectoria
Stanislas Dombeck debutó como futbolista profesional en 1950 a los 19 años de edad con el Amiens SCF, club en el que permaneció durante una temporada. Al año siguiente fue traspasado al Stade Français Paris que militaba en la Ligue 2. En 1952, Stanislas y el club ascendieron a la Ligue 1. Tras cinco años en el club, Stanislas fichó por el Stade Rennais FC, marcando durante su etapa en el club un total de 38 goles en 180 partidos jugados. Posteriormente jugó para el Tours FC, convirtiéndose, durante los tres años en los que permanecó en el club, en un jugador-entrenador. A los tres años fue fichado por el ES Saintes Football como entrenador del primer equipo, aunque al finalizar la temporada, el club prefirió retenerle tan solo como jugador.
Stanislas Dombeck falleció el 18 de septiembre de 2013 en Crisenoy a los 81 años de edad.

## Selección nacional
Ha sido internacional con la selección de fútbol de Francia en una ocasión en 1958.

## Clubes

### Como jugador
| Club                 | País    | Año         | Partidos | Goles |
| -------------------- | ------- | ----------- | -------- | ----- |
| Amiens SCF           | Francia | 1950 - 1951 | 8        | 0     |
| Stade Français Paris | Francia | 1951 - 1956 | 120      | 28    |
| Stade Rennais FC     | Francia | 1956 - 1962 | 180      | 38    |
| Tours FC             | Francia | 1964 - 1967 | ¿?       | ¿?    |
| ES Saintes Football  | Francia | 1969 - 1970 | ¿?       | ¿?    |

### Como entrenador
| Club                | País    | Año         |
| ------------------- | ------- | ----------- |
| Tours FC            | Francia | 1964 - 1967 |
| ES Saintes Football | Francia | 1967 - 1968 |

## Palmarés

### Como futbolista
Stade Français Paris
- Ligue 2: 1952

Tours FC
- Division d'honneur: 1965

### Como entrenador
Tours FC
- Division d'honneur: 1965